# Stigmatochroma kryptoviolascens
Stigmatochroma kryptoviolascens är en lavart som beskrevs av Marbach 2000. Stigmatochroma kryptoviolascens ingår i släktet Stigmatochroma och familjen Caliciaceae.   Inga underarter finns listade i Catalogue of Life.